# Ziarnistości pajęczynówki

Ziarnistość pajęczynówki podpisana Arachnoid granulation

Ziarnistości pajęczynówki (łac. granulationes arachnoideales) – wpuklenia pajęczynówki wnikające do zatok żylnych opony twardej. Zachodzi w nich wchłanianie płynu mózgowo-rdzeniowego z przestrzeni podpajęczynówkowej do układu krwionośnego.